# Solwezi
Solwezi es la capital de la provincia del Noroeste de Zambia, se encuentra cerca de la frontera con el Congo.
La capital Solwezi tiene una población censada de 3.900 habitantes (en el centro de la ciudad) aunque otras fuentes cuentan 22.000 hogares (entre 65.000 y 100.000 habitantes), unos 203.797 en el distrito. Los Kaonde es el grupo tribal más ampliamente representado en Solwezi.

## Geografía
Se encuentra a una altitud de 1.235 metros y 232 km al oeste de Kitwe.

## Economía
La principal industria de Solwezi es la extracción minera de cobre en la Mina Kansanshi (localizada a 10 km al norte y con 1.105 empleados) y Mina Lumwana; fuera del centro urbano, explotadas por First Quantum Minerals y Equinox Minerals respectivamente. La mina Kansanshi extrae cobre dorado del Anticlinal Kansanshi. La localización minera está activa desde el siglo XIX para cobre y oro sucesivamente. 
Solwezi es hoy considerada como pobre. La crisis de los precios del cobre en el mercado mundial en la década de 1990 ha dejado una marca profunda en la infraestructura, las oportunidades y creación de empleo. La mayoría de la población vive en asentamientos informales fuera de la ciudad , sin electricidad ni abastecimiento de agua. El índice de conexión es de aproximadamente 40 por ciento. La subsistencia está muy extendida.

### Piedras semipreciosas
La amatista Solwezi de color azul oscuro viene de aquí.

## Infraestructuras
Solwezi se extiende a lo largo de una calle principal de 1.500 m, desde la que se ramifican vías secundarias, con escuelas y hospitales.
Es una población animada con estaciones de servicio y bancos y tiendas de suministros básicos. Aquí hay incluso una tienda (en Independencelaan) de la cadena de supermercados sudafricanos Shoprite. El Hotel Changa Changa ofrece un acomodo razonable. 
Existía un proyecto para la fundación de un campus independiente de la Universidad de Zambia, pero el plan nunca se llevó a cabo.
La ciudad da nombre a una de las ocho diócesis católicas de Zambia, que en 2004 contaba con 67.048 miembros, casi el 10% de la población de la región, mucho menos que el promedio nacional de 28% de católicos.

## Turismo
El centro consta de dos calles, donde están todas las tiendas. 
En 1959 se construyó la Catedral de San Daniel. 
A unos 5 kilómetro del centro de la ciudad puedes encontrar el "Kifubwa Rock Stream Shelter" emplazado junto al río Kifubwa. Hay señalización para localizar los restos arqueológicos del asentamiento de la Edad de Piedra. aquí podrás ver inscripciones rupestres grabadas en la roca.
De camino hacia la mina de cobre existe un campo de golf de 18 hoyos

## Transporte

### Ferrocarril
Solwezi no está comunicado con la red ferroviaria de Zambia, pero debido a la intensa actividad minera a cielo abierto en Kansanshi, hay planes para extender la red de ferrocarriles de Zambia de Chingola a Solwezi. Los costes se estiman en 250 millones de dólares

### La red de carreteras
La carretera T5 de Chingola, ha sido preparada con asfalto, pero está en malas condiciones (en abril de 2007 ) con un montón de agujeros. Desde Solwezi parte la pista hacia el norte que une Zambia con el sur de Congo (extremadamente malas condiciones a partir de abril de 2007). Por otra parte, hay una pista al oeste de Angola , la carretera T5, (la frontera sigue cerrada a partir de 2007), y la pista hacia el sur hasta la ciudad de Zambeze , a la autopista M8. ambos tramos de carretera, no se recomiendan para la conducción en la estación de las lluvias y nunca sin tracción total .
La mejor manera de acceder a Solwezi por carretera desde la Koperstreek, a 173 km de Chingola .

### Aeropuerto
Como todas las ciudades mineras en Zambia , la ciudad dispone del Aeropuerto de Solwezi (Código IATA: SLI ; Código ICAO: KSLI; FLSW;12°10′21″S 26°22′1″E / -12.17250, 26.36694), pista de aterrizaje con una longitud de 1.341 metros.
No hay vuelos regulares en esta ruta, aunque existen vuelos regionales operados por la aerolínea zambiana Proflight Commuter Services.

## Mapas
- FallingRain Map
- Puedes seguir el enlace de coordenadas: 12°11′S 26°24′E / -12.183, 26.400 para ver diferentes mapas y vistas de satélite.

## Estadísticas
- Altitud= 1366m
- Población= 65.000